# Relações entre Argélia e Vietnã
As relações entre Argélia e Vietnã foram estabelecidas em 1962, embora a ligação entre os países tenha sido registrada há muito mais tempo do que a história moderna. A Argélia tem uma embaixada em Hanói, enquanto o Vietnã tem uma embaixada em Argel.
Ambos os países são membros do Grupo dos 77.

## História
A relação entre a Argélia e o Vietnã é a relação mais antiga entre o Vietnã e um país árabe no mundo árabe. O relacionamento começou quando a França governou os dois países do século XIX até meados do século XX.
Quando a França conquistou o Vietnã no século XIX, o imperador Hàm Nghi do Vietnã foi forçado a abdicar do trono após a repressão francesa ao movimento Cần Vương. O monarca vietnamita foi exilado na Argélia Francesa e, mais tarde, viveu o resto de sua vida na Argélia e se casou com uma mulher Pied-Noir. Foi o primeiro contato entre a Argélia e o Vietnã e, mais tarde, eles foram unidos pela colonização francesa.

## Relações modernas

### Relações culturais
Em Hanói, a Algerian-Vietnamese High School é um símbolo do forte relacionamento entre argelinos e vietnamitas. Em Argel, Hồ Chí Minh é nomeado em várias ruas devido à sua influência no movimento de independência da Argélia. O Dia Nacional do Vietnã foi comemorado na Argélia pela primeira vez em 2007.

### Relações diplomáticas
Considerado o relacionamento mais antigo entre o Vietnã e uma nação árabe, a Argélia e o Vietnã compartilham semelhanças e interesses políticos comuns. Os dois países apoiam a causa do Saara Ocidental e estabeleceram laços com a República Árabe Saaraui Democrática. Há também uma cooperação militar entre eles, que remonta à Guerra da Argélia.
Durante a Guerra da Argélia, os norte-vietnamitas, recentemente vitoriosos na Primeira Guerra da Indochina, forneceram transferências clandestinas de armas para a Argélia. Consequentemente, apesar de ser um estado neutro, as relações da Argélia com o Vietnã eram muito mais estreitas do que com outros países, com um projeto de resolução na cúpula de 1973 do Movimento Não Alinhado proposto pela Argélia, conclamando seus membros a apoiar a República do Vietname do Sul.